# Wereldkampioenschap voetbal 1982 (Groep 4) Noord-Ierland - Frankrijk
Het duel tussen Noord-Ierland en Frankrijk was voor beide landen de tweede wedstrijd in de tweede ronde bij het WK voetbal 1982 in Spanje. Het duel uit groep 4 werd gespeeld op 4 juli 1982 (aanvangstijdstip 17:15 uur lokale tijd) in het Estadio Vicente Calderón in Madrid.
Het was de vijfde ontmoeting ooit tussen beide landen, die elkaar amper vier maanden eerder nog hadden ontmoet tijdens een vriendschappelijke wedstrijd op 24 maart 1982 in Parijs. Frankrijk won dat duel in het Parc des Princes met 4-0 door treffers van Bernard Zénier, Alain Couriol, Jean-François Larios en Bernard Genghini.
Het WK-duel in Spanje, bijgewoond door 37.000 toeschouwers, stond onder leiding van scheidsrechter Alozjy Jarguz uit Polen, die werd geassisteerd door lijnrechters Nicolae Rainea (Roemenië) en Yusef El Ghoul (Libië). Frankrijk won het duel met 4-1 en bereikte daardoor de halve eindstrijd, waarin de ploeg van spelmaker Michel Platini het moest opnemen tegen West-Duitsland.

## Wedstrijdgegevens
| Noord-Ierland | 1 – 4        | Frankrijk |
| Gerald Armstrong 75' | goals        | 33' Alain Giresse 46' Dominique Rocheteau 68' Dominique Rocheteau 80' Alain Giresse                                                                                         |
| Billy Bingham | bondscoach   | Michel Hidalgo |
| |              | |
| Pat Jennings James Nicholl Chris Nicholl Samuel McIlroy Mal Donaghy Martin O'Neill John McClelland Gerald Armstrong Billy Hamilton Norman Whiteside David McCreery 86' | opstellingen | Jean-Luc Ettori Manuel Amoros Maxime Bossis Marius Trésor Gérard Janvion Bernard Genghini Alain Giresse Jean Tigana Michel Platini 63' Gérard Soler 84' Dominique Rocheteau |
| John O'Neill 86' | wissels      | 63' Didier Six 84' Alain Couriol |
| |              | |
| Billy Hamilton 59' | gele kaarten | 57' Jean Tigana |
| | rode kaarten | |

## Overzicht van wedstrijden
| Eerste ronde | | |
| Groep A | Groep B | Groep C |
| Italië – Polen Kameroen – Peru Italië – Peru Kameroen – Polen Polen – Peru Italië – Kameroen                                                       | West-Duitsland – Algerije Chili – Oostenrijk West-Duitsland – Chili Oostenrijk – Algerije Algerije – Chili West-Duitsland – Oostenrijk    | Argentinië – België Hongarije – El Salvador Argentinië – Hongarije België – El Salvador België – Hongarije Argentinië – El Salvador                |
| Groep D | Groep E | Groep F |
| Engeland – Frankrijk Tsjecho-Slowakije – Koeweit Engeland – Tsjecho-Slowakije Frankrijk – Koeweit Frankrijk – Tsjecho-Slowakije Engeland – Koeweit | Spanje – Honduras Joegoslavië – Noord-Ierland Spanje – Joegoslavië Honduras – Noord-Ierland Honduras – Joegoslavië Spanje – Noord-Ierland | Brazilië – Sovjet-Unie Schotland – Nieuw-Zeeland Brazilië – Schotland Sovjet-Unie – Nieuw-Zeeland Sovjet-Unie – Schotland Brazilië – Nieuw-Zeeland |

| Tweede ronde                                            |                                                                     |                                                             |                                                                             |
| Groep 1                                                 | Groep 2                                                             | Groep 3                                                     | Groep 4                                                                     |
| België – Polen België – Sovjet-Unie Polen – Sovjet-Unie | Engeland – West-Duitsland West-Duitsland – Spanje Engeland – Spanje | Italië – Argentinië Brazilië – Argentinië Italië – Brazilië | Frankrijk – Oostenrijk Oostenrijk – Noord-Ierland Noord-Ierland – Frankrijk |
| Halve finales                                           |                                                                     |                                                             |                                                                             |
| Polen – Italië                                          | Polen – Italië                                                      | West-Duitsland – Frankrijk                                  | West-Duitsland – Frankrijk                                                  |
| Troostfinale                                            |                                                                     |                                                             |                                                                             |
| Frankrijk – Polen                                       |                                                                     |                                                             |                                                                             |
| Finale                                                  |                                                                     |                                                             |                                                                             |
| Italië – West-Duitsland                                 |                                                                     |                                                             |                                                                             |